# Панделис Карасевдас
Панделис Карасевдас (на гръцки: Παντελής Καρασεβδάς) е гръцки спортист, олимпийски шампион, политик и революционер, деец на Гръцката въоръжена пропаганда в Македония от началото на XX век.

## Биография
Роден е през 1876 година в Астакос, Гърция, където завършва основното си образование. След това учи в гимназия в Патра, където се изявява като много добър спортист. Следва политически науки в Атина и Париж.
Участва в Първите летни олимпийски игри през 1896 година в Атина, като печели златен медал в стрелбата с пушка.
През 1896 година се включва в Критското въстание, като се сближава с Елевтериос Венизелос. Участва в Гръцко-турската война през 1897 година. Между 1904 и 1906 година е начело на чета на гръцката въоръжена пропаганда в Македония.
През 1912 година се намира в Самос, участва в Балканските войни, а през 1914 година действа в Северен Епир. Участва в Първата световна война като запасен офицер с Френския чуждестранен легион в кампанията при Дарданелите, по-късно в битката при Вердюн (където се запознава с Шарл дьо Гол) и в Битката при Яребична. Участва и в Гръцко-турската война между 1919 и 1922 година. Заради участието си във войните получава много медали и е повишен в чин майор.
Политическата кариера на Панделис Карасевдас започва през 1910 година, когато е избран за депутат в гръцкия парламент от либералната партия. През 1924 година в парламента произнася реч, в която критикува остро монархията и защитава републиката.
От същата 1924 до 1935 година е член на Олимпийския комитет на Гърция. Президент е на спортните клубове „Панатинайкос“ и „Панелиниос“. През 1944 година се включва в антигерманската съпротива по време на Втората световна война.
Умира от инсулт през март 1946 година в Агринио.